# Nếu một đêm đông có người lữ khách
Nếu một đêm đông có người lữ khách (tiếng Italia: Se una notte d'inverno un viaggiatore) là một cuốn tiểu thuyết của nhà văn người Ý Italo Calvino xuất bản năm 1979. Tiểu thuyết này nói về một người đọc đang đọc một cuốn sách tên là Nếu một đêm đông có người lữ khách. Mỗi trang đánh số lẻ được kể ở ngôi thứ hai và kể với người đọc những gì anh ta sẽ chuẩn bị đọc trong chương tiếp theo. Các chương đánh số chẵn là những chương đơn lẻ từ bất cứ quyển sách nào mà người đọc đang cố gắng đọc.
Tại Việt Nam, sách được Công ty văn hóa và truyền thông Nhã Nam phối hợp với Nhà xuất bản Văn học phát hành năm 2011 qua bản dịch của Trần Tiễn Cao Đăng.